# ناحیه مهدیه
ناحیه مهدیه (به عربی: دائرة مهدیة) یک ناحیه در الجزایر است که در استان تیارت واقع شده‌است.